# أناتولي أكيشين
أناتولي إيفانوفيتش أكيشين (مواليد 9 يونيو 1926) (بالروسية: Анатолий Иванович Акишин) هو فيزيائي روسي في مجال علوم مواد الفضاء والفيزياء النووية.

## مسيرته
ولد في 9 يوليو 1926 في موسكو.
في عام 1950 تخرج من معهد هندسة الطاقة في موسكو، ناقش أطروحته سنة 1958، وأصبح أستاذا سنة 1977.
في عام 1979 حصل على جائزة الدولة السوفيتية لأعماله في مجال أبحاث الفضاء.